# Uma Família Feliz
Uma Família Feliz é um romance policial escrito pelo autor brasileiro Raphael Montes. Publicado pela Companhia das Letras, o livro é baseado no roteiro de Montes para o filme homônimo protagoinizado por Grazi Massafera e Reynaldo Gianecchini e dirigido por José Eduardo Belmonte.

## Enredo
A obra acompanha Eva, mãe de duas meninas gêmeas e um bebê recém-nascido. A “perfeição” da família é abalada quando as crianças começam a aparecer machucadas e Eva é posta a prova pelos vizinhos, amigos e até seu marido, Vicente.

## Recepção
O livro ficou em segundo lugar na lista dos mais vendidos da Amazon em março de 2024. 
Lani Biel, do Portal Veneza, descreveu o livro como uma narrativa "tensa" e "provocadora", com um "final surpreendente". Para a resenhista, o livro aborda de maneira instigante temas como maldade, aparências e julgamentos.  Virna Alves, do site Idris, alertou para possíveis gatilhos da leitura, mas deu à obra a cotação máxima de cinco estrelas, elogiando a complexidade como o escritor aborda temas sensíveis, como relacionamentos tóxicos e racismo. 
Segundo Sophia Mendonça, de O Mundo Autista,  a sensação de repressão torna a protagonista Eva alguém facilmenente identificável. Ela também destacou o olhar crítico de Raphael Montes para as relações sociais.